# Gauliga Ostpreussen
La Gauliga Ostpreussen fue la liga de fútbol más importante de la provincia de Prusia Oriental y de la Ciudad Libre de Dánzig en la Alemania nazi de 1933 a 1945.

## Historia
La liga fue creada en 1933 por la Oficina Nazi de Deportes luego de que el régimen nazi tomara el poder en Alemania a causa del Tercer Reich y reemplazaría a la Bezirksliga Ostpreußen y la Bezirksliga Grenzmark como las ligas principales de la zona.
Su temporada inaugural contó con la participación 14 equipos divididos en dos grupos de siete equipos cada uno y contaba con la participación de equipo de Alemania nazi y de Dánzig, estado libre que pertenecía a la Sociedad de las Naciones pero que no era parte de Alemania.
El sistema de competición consistía en enfrentamientos entre los equipos de cada grupo todos contra todos a visita recíproca, en donde los ganadores de cada grupo se enfrentaban en una final para definir al campeón de la liga, el cual clasificaba a la fase nacional de la Gauliga, mientras que el último lugar de cada grupo descendía de categoría.
El sistema de competición se mantuvo hasta la temporada de 1935/36 cuando se decidió expandir la cantidad de participantes a 28, divididos en cuatro grupos de siete equipos cada uno, de donde los dos primeros lugares de cada grupo clasificaba a la siguiente ronda, donde eran divididos en dos grupos de 4 equipos cada uno, donde los vencedores de cada grupo disputaban la final para definir al campeón de liga.
Para la temporada de 1938/39 la liga fue simplificada y se jugó bajo un solo grupo de 10 equipos, en donde los dos peores equipos de la temporada descendían de categoría pero con restricciones políticas por parte del gobierno nazi hicieron que el club KS Gedania Danzig fuese desaparecido al ser un representante de polacos, un grupo minoritario según la política nazi.
En la temporada 1939/40 se suponía que la liga iba a contar con la participación de ocho equipos, pero el torneo fue cancelado en enero de 1940 y fueron elegidos cuatro equipos de la zona para jugar una liga para definir al clasificado de la región a la fase nacional de la Gauliga. Al finalizar la temporada los equipos Preußen Danzig, SV 19 Neufahrwasser y SG Elbing abandonaron la liga para unirse a la Gauliga Danzig-Westpreußen.
En la temporada 1940/41 la liga se jugó con siete equipos, sistema que permaneció hasta la última temporada en 1943/44.
El inminente colapso de Alemania Nazi en 1945 afectó gravemente al sistema de Gauliga y el fútbol en la provincia de Prusia Oriental deja de existir en 1945 debido a la llegada del Ejército Rojo a la provincia y con la ofensiva de Prusia Oriental en 1945 la región es desaparecida por la guerra, la parte norte de la región de Prusia Oriental pasa a ser parte de la Unión Soviética, mientras que la parte sur pasa a ser de Polonia, en donde la población de ascendencia alemana es expulsada de la región, sobre todo de la parte soviética. Los equipos que participaban en la Gauliga del lado norte se unieron al fútbol de Unión Soviética y los del sur pasaron a jugar en Polonia y todos los equipos de origen alemán fueron desaparecidos.

## Equipos fundadores
Estos fueron los 14 equipos que participaron en la temporada inaugural de la liga en 1933/34:
| - Preußen Danzig - VfB Königsberg - SV Prussia-Samland Königsberg - Rasensport-Preußen Königsberg - BuEV Danzig - KS Gedania Danzig - Viktoria Elbing | - MSV Hindenburg Allenstein - SV Yorck Insterburg - SV Masovia Lyck - SV Viktoria Allenstein - Tilsiter SC - FC Preußen Gumbinnen - Rastenburger SV 08 |

## Lista de campeones
Campeones y finalistas de cada temporada:
| Temporada | Campeón                    | Finalista                     |
| --------- | -------------------------- | ----------------------------- |
| 1933-34   | Preußen Danzig             | MSV Hindenburg Allenstein     |
| 1934-35   | MSV Yorck-Boyen Insterburg | SV Prussia-Samland Königsberg |
| 1935-36   | MSV Hindenburg Allenstein  | SV Prussia-Samland Königsberg |
| 1936-37   | MSV Hindenburg Allenstein  | MSV Yorck-Boyen Insterburg    |
| 1937-38   | MSV Yorck-Boyen Insterburg | BuEV Danzig                   |
| 1938-39   | MSV Hindenburg Allenstein  | SV Masovia Lyck               |
| 1939-40   | VfB Königsberg             | Preußen Danzig                |
| 1940-41   | VfB Königsberg             | SV Preußen Mielau             |
| 1941-42   | VfB Königsberg             | SV Preußen Mielau             |
| 1942-43   | VfB Königsberg             | SV Prussia-Samland Königsberg |
| 1943-44   | VfB Königsberg             | SV Insterburg                 |

## Posiciones finales 1933-44
Lista completa de los equipos participantes de cada temporada:
| Club                               | 1934 | 1935 | 1936 | 1937 | 1938 | 1939 | 1940 | 1941 | 1942 | 1943 | 1944 |
| ---------------------------------- | ---- | ---- | ---- | ---- | ---- | ---- | ---- | ---- | ---- | ---- | ---- |
| Preußen Danzig                     | 1    | 5    | 1    | 1    | 5    | 2    |      |      |      |      |      |
| VfB Königsberg                     | 2    | 6    | 2    | 2    | 2    | 6    | 1    | 1    | 1    | 1    | 1    |
| Prussia Samland Königsberg         | 3    | 1    | 1    | 3    | 1    | 8    | 4    | 4    | 3    | 2    | 6    |
| Rasensport-Preußen Königsberg      | 4    | 7    | 3    | 1    | 3    | 10   |      | 8    |      |      |      |
| BuEV Danzig                        | 5    | 4    | 2    | 3    | 1    | 3    | 3    |      |      |      |      |
| Gedania Danzig                     | 6    | 3    | 3    | 2    | 2    | 5    |      |      |      |      |      |
| Viktoria Elbing                    | 7    |      | 4    | 4    | 4    |      |      |      |      |      |      |
| SV Hindenburg Allenstein           | 1    | 2    | 1    | 1    | 2    | 1    |      |      |      |      |      |
| MSV York Insterburg                | 2    | 1    | 1    | 1    | 1    | 9    |      |      |      |      |      |
| Masovia Lyck                       | 3    | 3    | 2    | 2    | 1    | 2    |      |      |      |      |      |
| Viktoria Allenstein                | 4    | 7    | 3    | 5    | 4    |      |      |      |      |      |      |
| SC Tilsit                          | 5    | 6    | 4    | 5    | 6    |      |      |      |      |      |      |
| Preußen Gumbinnen                  | 6    |      | 3    | 4    | 4    |      |      |      |      |      |      |
| SV Rastenburg                      | 7    | 4    | 5    | 3    | 6    |      |      |      |      |      |      |
| Polizei Danzig                     |      | 2    | 6    | 6    | 3    | 4    |      |      |      |      |      |
| SV Insterburg                      |      | 5    | 7    |      | 3    |      |      | 6    | 7    | 7    | 2    |
| SV Allenstein 10                   |      |      | 4    | 6    | 5    |      |      |      |      |      | 3    |
| VfB Osterode                       |      |      | 6    | 4    | 3    |      |      |      | 8    |      |      |
| RSV Ortelsburg                     |      |      | 7    | 7    | 7    |      |      |      |      |      |      |
| SV Neufahrwasser 1919              |      |      | 5    | 5    | 7    |      |      |      |      |      |      |
| SC Lauenthal                       |      |      | 6    |      |      |      |      |      |      |      |      |
| SpVgg ASCO Königsberg              |      |      | 4    | 5    | 7    |      |      |      |      |      |      |
| RSV Heiligenbeil                   |      |      | 5    | 7    |      |      |      |      |      |      |      |
| Königsberger TSV                   |      |      | 6    | 6    | 5    |      |      |      |      | 4    | 7    |
| RSV Braunsberg                     |      |      | 7    |      |      |      |      |      |      |      |      |
| Polizei Tilsit                     |      |      | 2    | 3    | 2    | 7    |      |      |      |      |      |
| VfB Tilsit                         |      |      | 5    | 6    | 5    |      |      |      |      |      |      |
| Preußen Insterburg                 |      |      | 6    | 7    |      |      |      |      |      |      |      |
| Hansa Elbing                       |      |      |      | 7    | 6    |      |      |      |      |      |      |
| Concordia Königsberg               |      |      |      | 4    | 4    |      |      |      |      |      |      |
| SV Goldap                          |      |      |      | 2    | 7    |      |      |      |      |      |      |
| VfB Labiau                         |      |      |      |      | 6    |      |      |      |      |      |      |
| Preußen Mielau                     |      |      |      |      |      |      |      | 2    | 2    | 8    |      |
| Luftwaffen-SV Richthofen Neukuhren |      |      |      |      |      |      |      | 3    |      | 5    |      |
| Reichsbahn Königsberg              |      |      |      |      |      |      |      | 5    | 5    | 3    | 5    |
| Freya Memel                        |      |      |      |      |      |      |      | 7    |      |      |      |
| Luftwaffen-SV Heiligenbeil         |      |      |      |      |      |      |      |      | 4    |      |      |
| MTV Ponarth                        |      |      |      |      |      |      |      |      |      | 6    | 4    |

- En la temporada de 1939-40 el campeonato se vio afectado por la Segunda Guerra Mundial. Ningún equipo representante del ejército y de la policía participó en la liga. Eventualmente un campeonato de ocho equipos inició el 26 de noviembre de 1939 pero por problemas a causa del invierno fue cancelado y reemplazado por una liga de cuatro equipos.